# La Fièvre (single)
Pour les articles homonymes, voir La Fièvre.
Singles de Suprême NTM
Tout n'est pas si facile
(10 février 1995) NTM Live
(8 décembre 1995)
Pistes de Paris sous les bombes
Est-ce la vie ou moi ? Popopop !!
La Fièvre est un single du groupe Suprême NTM sorti le 9 juin 1995.

## Contenu
Le titre est produit par DJ Clyde et DJ Max d'Hypnotik Productions. L'Américain Gregg Mann a réalisé le mixage avec l'ingénieur du son Volodia. Le titre figure sur le troisième album du groupe, Paris sous les bombes sorti le 28 mars 1995.
Le titre La Fièvre est le premier hit du groupe à avoir un large succès commercial (300 000 ventes l'année de sa sortie) contribuant à sa notoriété. Paradoxalement, le titre n'a quasiment pas été joué sur scène du fait qu'il est peu apprécié par les deux rappeurs.
Le morceau contient un sample de My Lady du groupe The Crusaders.
En face B, le single contient le titre inédit Check The Flow avec Lucien dédicacé par ce dernier à leur défunt ami Teo Jodorowsky, fils du réalisateur Alejandro Jodorowsky, décédé en 1995.

## Pochette
La pochette est réalisée par le graphiste Éric Cornic de la société FKGB avec l'utilisation d'une photographie de Seb Janiak utilisant un objectif fisheye.

## Clip
Le clip de la chanson La Fièvre est réalisé par Seb Janiak. Il s'inscrit dans un récit qui inclut aussi les clips de Tout n'est pas si facile et Qu'est-ce qu'on attend, soit un long-form. Kool Shen et Joeystarr sont mis en scène dans la journée cauchemardesque décrite par le premier et celle rêvée par le second, avec une succession de plans, commençant par un voisin fan d’Elvis – joué par un authentique voisin de Kool Shen à Saint-Denis qui aimait plutôt Johnny Hallyday – pour finir dans une boîte de nuit à Pigalle avec des amis. On y aperçoit déjà la Mercedes “Benz” de Chino appelée à jouer un rôle important par la suite avec le single Ma Benz.

## Liste des titres
- La Fièvre (Version Remix)
- Check The Flow avec Lucien

S'ajoutent aux titres précédents les titres suivants uniquement sur le format disque 33 tours:
- La Fièvre (Version Remix Instrumental)
- Check The Flow (Version Instrumental)

A noter que la version de l'album studio non remixée du titre La Fièvre est présente uniquement sur le format CD.